# Alan Hall
Alan Hall (* 19. Mai 1952 in Barnsley, South Yorkshire; † 3. Mai 2015) war ein britischer Zellbiologe und Forscher am Memorial Sloan-Kettering Cancer Center in New York City.

## Leben
Hall erwarb 1974 an der Universität Oxford einen Bachelor in Chemie und 1977 einen Ph.D. in Chemie bei Jeremy Knowles an der Harvard University in Cambridge, Massachusetts. 
Als Postdoktorand arbeitete er bei Kenneth Murray (1930–2013) an der University of Edinburgh (1977–1979) und bei Charles Weissmann an der Universität Zürich (1979–1980), bevor er 1981 die Leitung einer Forschungsgruppe der Chester Beatty Laboratories (Institute of Cancer Research in London) übernahm. 1989 wurde er dort zum Professor ernannt und erhielt 1993 eine Professur am University College London. 2001 übernahm er die Leitung der Abteilung für Zellbiologie und molekulare Zellbiologie am Medical Research Council. 2006 erhielt er den Lehrstuhl für Zellbiologie am Memorial Sloan-Kettering Cancer Center in New York City. 
Hall starb am 3. Mai 2015 im Alter von 62 Jahren.

## Wirken
Hall gilt als Pionier der Erforschung des Einflusses äußerer Signale auf das Zytoskelett aus Proteinen wie Aktin, die wiederum die Form und die Beweglichkeit (Zellmigration) der Zelle beeinflussen. Hall entdeckte eine Reihe von molekularen Zellschaltern (die Rho-GTPasen), die eine entscheidende Rolle bei den Prozessen spielen, wann und wo die Zellmembran und das Zytoskelett ihre Ordnung zueinander so ändern, dass eine Bewegung dieser Zelle resultiert. Das Verständnis dieser Prozesse ist wichtig für das Verständnis verschiedener normaler Zell- und Gewebefunktionen, aber auch des Verhaltens von metastasierten Tumorleiden.

## Auszeichnungen (Auswahl)
- 1993 Feldberg Foundation Prize[1]
- 1999 Mitgliedschaft in der Royal Society[2]
- 2003 Mitgliedschaft in der Academia Europaea[3]
- 2005 Louis-Jeantet-Preis[4]
- 2006 Gairdner Foundation International Award[5]